# Fatti di gente perbene
Fatti di gente perbene è un film del 1974 diretto da Mauro Bolognini, liberamente ispirato al celebre caso di cronaca dei primi del Novecento noto come "Delitto Murri", avvenuto a Bologna nell'agosto del 1902.

## Trama
Linda Murri, figlia dello stimato cattedratico laico e radicale Augusto Murri, si riunisce al marito Francesco Bonmartini dopo una separazione legale, per il bene dei figli, ma vive infelicemente a causa dei continui ricatti del marito. Tullio, fratello di lei, convinto che la sorella sia in pericolo di vita, decide di organizzare l'assassinio del cognato.
Dapprima, con la complicità di Carlo Secchi, amante di Linda, e della guardarobiera di lei, Rosa Bonetti, al contempo amante di Tullio, si organizza per avvelenarlo con il curaro. Coinvolto l'amico Pio Naldi, si reca a casa di Bonmartini, mentre la moglie e i figli si trovano a Venezia. Qui, Naldi, in seguito a una crisi di coscienza, decide di non aiutare Tullio nell'assassinio, così quest'ultimo si decide per pugnalare il cognato e inscenare un omicidio a scopo di rapina.
Il giudice Stanzani, poco convinto che il delitto sia avvenuto per mano di una prostituta a scopo di rapina, come invece suggerito da Tullio Murri, è anche un cattolico convinto e apertamente avversario della laicità dello stimato Augusto Murri. Viene così lentamente a scoprire la verità sul delitto e trascinare in carcere a uno a uno tutti i complici, che verranno alla fine condannati. La stampa conservatrice e cattolica approfitta del caso per montare uno scandalo contro socialisti e laici, così da favorire la campagna elettorale in favore della destra.

## Produzione
Una delle fonti utilizzate per la ricostruzione dei fatti è stata il libro Il delitto Murri di Enzo Rossi Roiss.
I bambini figli di Linda Murri sono stati impersonati da Kim Rossi Stuart e dalla sorella Loretta, accreditati nei titoli di coda.

## Critica
(Enzo Natta La Rivista del Cinematografo, 6, 1975)

## Riconoscimenti
- 1975 - David di Donatello
  - Miglior film a Mauro Bolognini, Luigi Scattini e Mario Ferrari
- 1975 - Nastro d'argento
  - Migliori costumi a Gabriella Pescucci
  - Candidatura Migliore attrice non protagonista a Laura Betti
  - Candidatura Migliore attrice non protagonista a Rina Morelli
  - Candidatura Migliore attore non protagonista a Corrado Pani
  - Candidatura Migliore fotografia a Ennio Guarnieri
  - Candidatura Migliore scenografia a Guido Josia